# Toledska Taifa
Toledska Taifa (špa. Taifa de Toledo, Reino de Toledo), jedno od taifa Al-Andalusa nastalih raspadom Cordobskog Kalifata 22. srpnja 1035. godine. Taifom je vladala berberska dinastija Banu Dil-Nun. Početak vladanja dinastije seže u vrijeme prije osamostaljenja, kad je gospodar Santavera Abd al-Rahman prenio vlast na sina Ismaíla al-Záfira 1032. godine. 1080. godine zakratko ju je osvojila Badajoska Taifa, ali ju je Al-Cadir vratio nakon jedne godine. Prestala je postojati kršćanskom rekonkvistom 1085. Alfonsa VI. Kastiljskog, kad je nakon 1085. Kraljevina Kastilja i Leon pobijedila snage kralja taifa Toleda i Valencije Al-Cádira iz vladarske kuće Banu Di-l-Nun. Almoravidski seviljski emir Abad III. pokušao je vratiti Toledo u muslimanske ruke 1090. ali nije uspio. Yúsuf ibn Tašufín je 10. srpnja 1090. izravno napao Toledo, kao prvi pokret za osvajanje svih teritorija koje su muslimani izgubili. Taifski emiri koji su znali za namjere Almoravida nisu ih poduprli u kampanji te su počeli pregovore s Alfonsom VI.

## Znanost i umjetnost
- Al-Sahlijev astrolab
- Palencijski lijes